# Misha Schoeneberg
Misha G. Schoeneberg (bürgerlich: Michael Georg Steinmetz; * 10. Oktober 1959 in Berlin) ist ein deutscher Autor, Songschreiber und Sprachlehrer.

## Leben

### Werdegang
Misha Schoeneberg wurde in Berlin-Lichterfelde in eine deutsch-jüdische Familie geboren; sein Vater hatte das KZ in Auschwitz überlebt, seine Mutter kam aus Pommern. Schoeneberg studierte nach dem Besuch des Goethe-Gymnasiums in Essen Theaterwissenschaften und Germanistik in Köln.
Nach seiner Zeit als angeblich „letzter Hippie Europas“ in Goa, Indien, stieß er 1981 zu der in Nordfriesland lebenden Musik-Kommune Ton Steine Scherben. In Zusammenarbeit mit der heutigen Grünen-Politikerin Claudia Roth übernahm er das Tour-Management bis zur Auflösung der Band 1985. Auch war er als Bühnen- & Licht-Designer von Ton Steine Scherben (später auch für Rio Reiser) tätig. In dieser Zeit schrieb Schoeneberg Texte für die Band. Ebenso veröffentlichte er als Solo-Künstler das letzte Album der David Volksmund Produktion Sternschnuppen, Rockpoesie in Deutsch, produziert von Rio Reiser, der sein Lebensgefährte wurde. Schoeneberg war am letzten Album von Ton Steine Scherben „Scherben“ sowie an den ersten drei Solo-Produktionen von Rio Reiser, für den er Texte schrieb, beteiligt. Am 9. November 1989 verließ Schoeneberg den Kommunehof Fresenhagen.
Nach dem Mauerfall nahm Schoeneberg an der Humboldt-Universität Berlin (Ost) seine Studien wieder auf. Er machte Magisterabschlüsse in Südostasienwissenschaften, Internationale Politik und Neuere Deutsche Literatur sowie einen Abschluss in Deutsch als Fremdsprache. Er bekam eine Assistenz als wissenschaftlicher Mitarbeiter in einem DFG-Projekt in Laos und Nord-Thailand und galt für Jahre als „in Asien verschollen“. 1999 gründete er in Kooperation mit dem Dolmetscher und thailändischen Künstler, Aod_Chumpon, das ThaiTeachTeam. Aus dieser Zeit stammen diverse wissenschaftliche Publikationen zur Geschichte und Politik Thailands sowie ein Lehrwerk zur Thai-Sprache als auch Kurzgeschichten & Foto-Ausstellungen.

### Leonard Cohen Projekt
Schoeneberg bekam 1993 durch Vermittlung von Andreas Budde, dem damaligen Verleger von Leonard Cohen, Cohens persönliche Zustimmung, seine Songs in singbare deutsche Versionen zu übertragen. Rio Reisers früher Tod 1996 (Reiser war als Sänger vorgesehen) ließ das Projekt ruhen.
Zu Cohens 80. Geburtstag im September 2014 erschien ein aufwendig produziertes Doppelalbum: Poem – Leonard Cohen in deutscher Sprache. Die Songauswahl, eine Werkschau aus Cohens 50-jährigen Schaffen, ist ebenso Teil des Konzepts wie die Mischung aus zahlreichen deutschsprachigen Interpreten, die sowohl etablierte Stars als auch aufstrebende junge Künstler beinhaltet, darunter Peter Maffay, Tim Bendzko, Alin Coen, Nina Hagen, Reinhard Mey, Fehlfarben, Anna Loos, Karsten Troyke und andere.
Schoeneberg ist Gründer der Künstler-Initiative „Berlin feiert Leonard Cohen“, ein Live-Konzert-Event mit Cohen-Songs im biennalen Turnus (2013 / 2014 / 2017); ebenso steht die Veröffentlichung des zweiten Albums der von Cohen genehmigten deutschen Übertragungen im Focus der Initiative.

### Andere künstlerische Aktivitäten
Schoeneberg war Gitarrist der Gewerkschaftsband Desire (Köln), gründete mit Marius del Mestre und Peter Radszuhn Happy End und spielte mit Wolfgang Seidel und Rio Reiser bei den Coverboys. Er arbeitet auch als Textcoach für junge Musiker; so war er der Mentor von Max Prosa, für dessen zweites Album Rangoon Schoeneberg maßgeblich als mitverantwortlich zeichnete. Obendrein spielte Schöneberg Theater in Köln und Salzburg unter der Regie von Kurt Palm.

### Literarische Arbeiten
2007 veröffentlichte er seinen Debüt-Roman Geister der gelben Blätter, ein in Laos & Thailand spielender Reise- & Politroman, der zum Kultbuch unter Asienreisenden avancierte. Auf Lesetour ging er mit Aod_Chumpon (Dia-Show) sowie dem Geiger der thailändischen Königin Mokkaphan Pongphit.
2013 erschien Schoenebergs launiger Polit-Psycho-Krimi La Le Lu, welcher u. a. in Myanmar vor dem Hintergrund der Massaker an den Shan spielt.
2015 wurde Schoeneberg als einziger Nicht-Thai mit 220 Thai-Mönchen zur großen Pilgerschaft (1.500 Kilometer zu Fuß durch Indien) zu den heiligen Stätten des Buddhismus eingeladen. Die Erlebnisse verarbeitete er in dem ‚subversiv-sozialkritischen Pilgerroman‘ (ND) Siddhartha Highway (VÖ 2017). Zusammen mit Kidd Viciouz ist Schoeneberg auf Lesetour durch Deutschland, ebenso tritt er im Vorprogramm von Ton Steine Scherben auf.

### Soziales & politisches Engagement
Schoeneberg ist Mitglied der Giordano-Bruno-Stiftung, der Deutsch-Thailändischen Gesellschaft sowie er in Nepal die Initiative FirstTheMen - ThenTheMachine gründete, den Autoverkehr aus Kathmandu zu verbannen.

## Veröffentlichungen

### Solo-Album
- 1988: Sternschnuppen (mit Marianne Rosenberg als Gastsängerin, R.P.S. Lanrue als Solo-Gitarrist, produziert von Rio Reiser)

### Mitarbeit an Alben anderer Künstler
- 1983: Scherben / Ton Steine Scherben
- 1987: Blinder Passagier / Rio Reiser
- 1990:  *** / Rio Reiser
- 1990: Pächter des Wahnsinns / Die Seuche
- 1999: Tod Erinnerung Träume / Die Nachtfalter
- 2005: Familienalbum II / V. A.
- 2013: RANGOON / Max Prosa
- 2014: Poem - Leonard Cohen in deutscher Sprache
- 2016: Black Box / Rio Reiser
- 2017: Radio für Millionen / Ton Steine Scherben

### Romane und Reiseerzählungen
- Geister der gelben Blätter. Birmingham, München, 2007, ISBN 978-3-940313-02-7.
- La Le Lu. Blue Moon Verlag, Berlin 2013. Kindle Edition.
- Siddhartha Highway. Berlin 2017, ISBN 3-86265-664-0
- Als Wir das Wunder waren. Berlin 2021, ISBN 978-3897738843.

### Sachbücher
- Siam im Jahr 2475 (1932): Das Ende der absoluten Monarchie. Southeast Asien Studies of Humboldt-University, Berlin 2000. (online)
- mit Aod_Chumpon: Farang lernt Thai. Das Thai-Lehrwerk. Berlin 2004.
- Kultsongs & Evergreens. 55 Hits und ihre Geschichte. Hrsg. Kai Sichtermann. Berlin 2010, ISBN 978-3-86964-029-7.

### Schriften (Auswahl)
- Der Dschungelkrieg – Aspekte des thailändischen Bürgerkrieges am Ende der siebziger Jahre vor dem Hintergrund der internationalen Entwicklung in Indochina. In: M. Klein, J. Krause (Hrsg.): Umbruch in Südostasien. Hamburg 1996, ISBN 3-931567-03-6.
- Der thailändische 'Wai’ – kulturspezifisches Zeichen in interkultureller Kommunikation. In: Tai Culture. Vol. II, No. 1. Berlin 1997. ISSN 1431-1240
- Der Thai-Nationalismus und die Malay Muslim-Minderheit. Reflexionen zu innen- und außenpolitischen relevanten historischen Sequenzen. In: K. Lutter, P. Ziegenhain (Hrsg.): Vom altjavanischen Tempel zum Internet. Köln 1997.
- mit  Jens Peter Richnow: Thai in Berlin. Miteinander Leben in Berlin. Die Ausländerbeauftragte des Senats (Hrsg.) Berlin 2001.
- Thai Nationalism and the Malay Muslim Minority: Reflections on the domestic and foreign policy aspects of relevant historic sequences. In: Thomas Engelbert, Hans Dieter Kubitscheck (Hrsg.): Ethnic minorities and Politics in Southeast Asia. Lang, Frankfurt am Main 2003. (auch Heinrich-Böll-Stiftung, Berlin 2003)
- mit  Aod_Chumpon: Golden Rice and White Lotus. Documentation of the same named photographic exhibition. Berlin 2003.
- Vom Agitrocksänger zum König von Deutschland. In: Der Tagesspiegel. Berlin, 13. August 2006.
- Wenn die Erde sich auftut ... Highway 1091 revisited - Ein Besuch bei den Mlabri. In: Thailand-Rundschau. Nr. 2, Köln 2008, S. 56ff. ISSN 0934-8824
- Ein Kuss für Rio Reiser. Beitrag zum Teddy Award. Berlin 2010.